# Anton Mayr (Gymnasiallehrer)
Anton Mayr (* 28. Mai 1855 in Admont; † 9. Dezember 1943 ebd.) war ein österreichischer Lehrer und Historiker.
Anton Mayr wurde als Sohn des Admonter Hauptschullehrers und Messners Karl Mayr geboren und verbrachte seine Jugend im dortigen Hofrichterhaus. Nach dem Besuch des Stiftsgymnasiums Admont und dem Studium an der Universität Graz und der Universität Wien lehrte er bis zu seiner Pensionierung 1918 als Gymnasialprofessor am Wiener Carl-Ludwig-Gymnasium, danach lebte er bis zu seinem Tod in Admont, wo er namentlich zur Geschichte und Kunstgeschichte Admonts publizierte. Für seine Verdienste wurde Mayr am 28. Mai 1935 zum Ehrenbürger von Admont ernannt.
Bekannt wurde Anton Mayr vor allem als Biograph des Komponisten Robert Fuchs, der seit 1901 regelmäßig seine Sommermonate in der Mayrschen Villa in der Eichelau in Admont verbrachte. Ihm widmete Fuchs sein 1903 erschienenes Trio für Klavier, Violine und Violoncello op. 72, und später seine drei Stücke für Kontrabass und Klavier op. 96; anlässlich des tragischen Bergunfalls von dessen Tochter Hedwig komponierte er auf einen Text von Johannes Trojan das Lied „Unter dem Schnee“.

## Schriften (Auswahl)
- Die Werke des Plastikers Josef Thaddäus Stammel in Admont und anderen Orten. Anton Schroll, Wien 1912.
- Der Sommergast in Admont. Styria, Graz 1922.
- Geschichten aus Alt-Admont: Häuserchronik und andere Geschichten. Admont 1924[1]
- Erinnerungen an Robert Fuchs. Leuschner & Lubenski, Graz 1934.